# Syndicat des thoniers méditerranéens
Le syndicat des thoniers méditerranéens est un syndicat professionnel qui regroupe des marins pêcheurs spécialisés dans la pêche au thon rouge en Méditerranée. Son siège est basé à Marseille, dans les Bouches-du-Rhône. Son président est Mourad Kahoul.
Ce syndicat représente vingt-quatre des trente-six thoniers-senneurs de la Méditerranée française. Les douze autres sont représentés par la coopérative de pêche Sathoan – pour « sardine - thon - anchois » – basée à Sète.